# Öppna partiet
Öppna partiet (finska: Avoin Puolue) är ett finländskt politiskt parti grundat den 1 mars 2021. Bakgrunden till partibildningen är att den före detta piratpartisten Petrus Pennanen gick ur Piratpartiet på grund av meningsskiljaktigheter och att han i samband med detta grundade en ny kommungrupp i Helsingfors. Öppna partiet deltog i kommunvalen i Finland 2021 men vann inga mandat. Partiet deltog också i parlamentsvalet 2023 och fick där omkring 0,03 procent.

## Valresultat

### Parlamentsval
| Val  | Röster | %    | Mandat | +/–        | Regering |
| ---- | ------ | ---- | ------ | ---------- | -------- |
| 2023 | 985    | 0.03 |        | Nytt parti |          |